# Calayan Island
Calayan Island ist eine Insel in der Provinz Cagayan auf den Philippinen. Sie gehört zu den Babuyan-Inseln und liegt etwa 75 km vor der Nordküste der Insel Luzon, in der Luzonstraße. Die Insel hat eine Fläche von circa 196 km² und wird von der Stadtgemeinde Calayan verwaltet. Auf der Insel liegen die Barangay Cabudadan, Centro II, Dadao, Dibay, Dilam, Magsidel und Poblacion. Sie hatten im Jahr 2020 zusammen 9648 Einwohner.
Calayan Island hat eine weite elliptische Form mit Länge von 28 km und eine Breite von 14 km. Die Küstenlinie der Insel wird von flachen Buchten geprägt. Die Topographie der Insel wird von einer gebirgigen Landschaft gekennzeichnet, im Inselzentrum steigt das Gelände bis auf 543 Meter über den Meeresspiegel, am Mount Calayan, und bis auf 429 Meter am Mount Nongabaywanan. Der Pflanzenwuchs der Insel besteht teilweise aus dichter, tropischer Vegetation, teilweise aber auch aus intensiv landwirtschaftlich genutzten Flächen. Im Inselinneren steht ein tropischer Flachlandregenwald. An der Fluss- und Bachläufen stehen Schraubenbäume (Pandanus). Im Jahre 2004 wurde die endemische auf der Insel lebende Calayan-Ralle (Gallirallus calayanensis) erstmals beschrieben, aus diesem Grunde wird seitdem versucht die Inselgebiete unter Naturschutz zu stellen.
Südlich liegt Fuga Island in ca. 40 km, südöstlich liegt Dalupiri Island in ca. 25 km, südöstlich liegt Camiguin Island in 55 km Entfernung von der Insel. Die Insel kann über den Hafen von Aparri erreicht werden.